# Koichi Tanaka
Kōichi Tanaka (田中 耕一, Tanaka Kōichi) (Toyama, 3 de agosto de 1959) é um químico japonês.
Graduou-se na escola de engenharia na Universidade de Tohoku em 1983. Em abril de 1983 assumiu o Laboratório de Investigação Central da Shimazu Corporation.
Em maio de 1986 foi transferido para a Equipe de Divisão Científica desse departamento. Em maio de 1989 foi laureado com o prêmio da Sociedade de Espectroscopia de Massas do Japão. 
Em janeiro de 1992 foi transferido temporariamente para a KRATOS Analytic Ltd. (uma filial da Shimadzu Corporation) em Manchester  (Inglaterra) pelo período de um ano.
Foi admirado por seus  colegas pela  forma minuciosa e estruturada que realizava seus trabalhos. «Mesmo para os parâmetros  japoneses, é um animal de carga», disse Martin Resch, que trabalhava na  laboratório Shimadzu. Tanaka adquiriu notoriedade em 1987, ao apresentar num simpósio um método de análise novo desenvolvido por ele chamado de  «Soft Laser Disorption», através do qual as moléculas de proteínas são eletricamente carregadas por laser, podendo ser analisadas. Desta forma também é possível analisar macromoléculas biológicas num espectrômetro de massa.
Atualmente dirige o Departamento de Pesquisas da Shimadzu Corp. em Kyoto.
Kōichi Tanaka recebeu o Nobel de Química de 2002, juntamente com John Fenn, pelo  «desenvolvimento de métodos científicos de identificação e de análise estrutural de macromoléculas biológicas». O outro laureado com o Nobel de Química neste ano foi Kurt Wüthrich.